# Lucy Hayes
Lucy Ware Webb Hayes (ur. 28 sierpnia 1831 w Chillicothe, zm. 25 czerwca 1889 we Fremont) – żona prezydenta Stanów Zjednoczonych Rutherforda Hayesa i pierwsza dama USA.

## Życiorys
Lucy Ware Webb urodziła się 28 sierpnia 1831 roku w Chilicothe jako córka dra Jamesa Webba i jego żony Mary Book. Jej ojciec zmarł, gdy Lucy miała 2 lata, a reszta rodziny przeprowadziła się wówczas na farmę. Tam uczęszczała do szkoły, by następnie przenieść się do Delaware i do Cincinnati, gdzie poznała swojego przyszłego męża – Rutherforda Hayesa. W 1851 roku ukończyła metodystyczny Wesleyan Woman’s College, gdzie utrwaliły się jej feministyczne poglądy.
W czerwcu 1851 roku Rutherford Hayes oświadczył się Lucy Webb. Ich ślub odbył się 30 grudnia 1852 w domu panny młodej. Zaraz potem oboje zamieszkali w Cincinnati. Początkowo Lucy interesowała się jeszcze działalnością sufrażystek i była zdecydowaną abolicjonistką. W 1861 roku jej mąż wyruszył na front w wojnie secesyjnej, a ona zajęła się wychowaniem dzieci. Kiedy rok później otrzymała informację, że jej mąż jest ranny przyjechała do Middletown, gdzie opiekowała się nim, a także żołnierzami zarówno wojsk Unii, jak i Konfederacji. Po powrocie Rutherforda na wojnę, Lucy przez pewien czas mu towarzyszyła, by ostatni rok walk spędzić u swojej matki w Chilicothe.
Ku uciesze Lucy, po wojnie jej mąż zajął się polityką i w latach 1865–1867 był kongresmenem. Gdy w 1876 roku odbywały się wybory prezydenckie, trwały ostre spory komu należało przyznać sporne głosy elektorów. Z tego też powodu, ostateczną wiadomość, potwierdzającą wygraną, Hayes otrzymał dopiero w pociągu, jadąc na zaprzysiężenie. Skutkowało to faktem, że nowa pierwsza dama nie zdążyła przygotować balu inauguracyjnego. Pomimo tego uchodziła za osobę towarzyską, Lucy nie lubiła dużych oficjalnych przyjęć, w przeciwieństwie do kameralnych spotkań. Była pierwszą żoną prezydenta, którą nazwano „First Lady”. Ze względu na jej feministyczne poglądy, amerykańskie prekursorki tego ruchu, Susan Anthony i Elizabeth Stanton liczyły na wsparcie pierwszej damy w walce o prawa kobiet. Lucy Hayes jednak postanowiła zachować dystans w tej sprawie. Nie miała istotnego wpływu na politykę prezydenta, lecz angażowała się w działalność charytatywną, jak np. odwiedzanie szpitali czy wspomaganie ubogich. Utrzymała także zakaz spożywania alkoholu i pilnowała purytańskich obyczajów, za co była chwalona przez waszyngtońską elitę. Wprowadziła także zwyczaj zapraszania dzieci na toczenie jajek wielkanocnych przed Białym Domem.
Po opuszczeniu siedziby prezydenckiej, Hayesowie powrócili do Ohio, gdzie Lucy nadal włączała się w działalność dobroczynną. 21 czerwca 1889 doznała udaru mózgu, który spowodował częściowy paraliż. Lucy Hayes zmarła cztery dni później i została pochowana we Fremont.

## Życie prywatne
Lucy Webb poślubiła Rutherforda Hayesa 30 grudnia 1852 roku. Mieli razem ośmioro dzieci.